# Sunshine Cleaning
Sunshine Cleaning ist eine US-amerikanische Tragikomödie aus dem Jahr 2008. Regie führte Christine Jeffs, das Drehbuch schrieb Megan Holley.

## Handlung
In New Mexico hat es die junge alleinerziehende Rose nicht einfach: Als ehemalige Anführerin des Cheerleading-Teams hält sie sich und ihren siebenjährigen Sohn Oscar mit einem Job als Raumpflegerin über Wasser, während sie sich eigentlich um eine Lizenz als Immobilienmaklerin bemühen will. Sie hat ein Verhältnis mit dem Polizisten Mac, ihrer Jugendliebe, der mit seiner Frau jedoch das zweite Kind erwartet.
Und schließlich fühlt sich Rose noch für ihre jüngere Schwester Norah verantwortlich, die sich ebenfalls mit Nebenjobs über Wasser hält, und die besonders unter dem Suizid der Mutter zu leiden hat. Norah kümmert sich auch des Öfteren um den kleinen Oscar, genau wie auch dessen schrulliger Großvater Joe.
Um zu verhindern, dass der hochbegabte Oscar auf der staatlichen Schule zum Außenseiter wird, möchte Rose ihn auf eine Privatschule schicken und benötigt dringend mehr Geld. Liebhaber Mac bringt sie auf die Idee, sich mit einer Firma für die Reinigung von Tatorten selbständig zu machen, das sei ein lukrativer Nischenjob. Zusammen mit ihrer unzuverlässigen Schwester beginnt sie, sich in diesem vermeintlich abstoßenden Metier eine Existenz aufzubauen, und reinigt fortan die Tatorte von Unfällen oder Gewalttaten. Der einarmige Besitzer eines Reinigungsfachgeschäftes hilft ihr dabei, beruflich Fuß zu fassen.
Der Job ist ihr anfangs zuwider, sie entdeckt aber auch schöne Seiten, etwa dass sie mit unterschiedlichen Menschen in Extremsituationen zu tun hat. Die nur scheinbar unnahbare und zynische Norah kann die Tragödien, die sich hinter den Aufträgen verbergen, nicht so einfach verarbeiten wie ihre Schwester. Sie sucht den Kontakt zu der Tochter einer Verstorbenen und möchte hierbei auch ihr eigenes Trauma – den Suizid der Mutter – verarbeiten.
Als Rose eines Tages ihren alten, inzwischen wohlhabenden Schulfreundinnen bei einer Baby-Party beweisen will, dass auch sie es zu etwas gebracht hat, überlässt sie ihrer Schwester alleine einen wichtigen Auftrag, den ersten Reinigungsauftrag einer großen Versicherungsgesellschaft. Dabei kommt es zu einem Unfall und das Haus brennt ab. Die junge Firma steckt nun bis zum Hals in Schulden, da Rose mit dem Abschluss einer Versicherung bis zum Erhalt eines wichtigen Zertifikats warten wollte, um bessere Konditionen zu erhalten.
Zunächst kann Rose ihrer Schwester nicht verzeihen, muss sie doch ihr Unternehmen „Sunshine Cleaning“ aufgeben und wieder als schlechtbezahlte Angestellte putzen gehen. Doch schließlich finden sie durch die Erinnerung an den für beide traumatischen Tod ihrer Mutter wieder zueinander und Rose kann endlich ihre Schwester, für die sie sich ein Leben lang verantwortlich gefühlt hat, loslassen. Norah reist befreit ab. Ihr Vater, der immer auf der Jagd nach lukrativen kleinen Deals war, verkauft heimlich sein Haus und investiert den Erlös in die Neugründung von „Lorkowski Family Cleaning“ unter der Leitung von Rose. Norah begibt sich währenddessen auf ihre lang ersehnte Weltreise.

## Hintergrund
Der Film wurde im Februar 2007 in Albuquerque gedreht. Die Produktionskosten wurden auf 8 Millionen US-Dollar geschätzt. Weltpremiere feierte der Film am 18. Januar 2008 auf dem Sundance Film Festival. In Deutschland wurde er am 8. Februar 2008 beim European Film Market gezeigt. Nach dem Hamburg Film Festival am 30. September 2008 folgten weitere Vorführungen bei internationalen Filmfestivals. In den USA kam der Film am 27. März 2009 in die Kinos. Kinostart in Deutschland war am 21. Mai 2009. In der Schweiz lief er ab dem 9. Juli 2009, in Österreich ab dem 28. August 2009. Am 16. Oktober 2009 wurde der Film in Deutschland von Alive mit FSK 12 freigegeben. Am Eröffnungswochenende spielte der Film in den USA knapp 220.000 Dollar ein, insgesamt verbuchte er dort Einnahmen von über 12 Millionen Dollar. Weilweit summierten sich die Einnahmen auf über 16,1 Millionen US-Dollar.

## Soundtrack
Am 10. März 2009 wurde von Lakeshore Records der Soundtrack zum Film veröffentlicht. Er enthält 22 Titel.

## Kritik
Todd McCarthy schrieb am 21. Januar 2008 in der Online-Version der Zeitschrift Variety, der Streifen sei dem Film Little Miss Sunshine ähnlich. Die weiblichen Jungstars Amy Adams, die eine „unwiderstehliche“ Leinwandpräsenz habe, und Emily Blunt würden für seine Marktchancen sorgen.
Die Organisatoren des Sundance Film Festivals schrieben, das „köstliche“ Komödiodrama lebe vom Charme seiner Stars. Es zeige auf „markante und authentische“ Art die Geschichte zweier Menschen, die ihr Leben verbessern wollen.

## Auszeichnungen
Der Film nahm 2008 am Sundance Film Festival als Wettbewerbsbeitrag teil, wodurch Christine Jeffs für den Großen Jurypreis nominiert war. Beim Casting Society of America gewann Avy Kaufmann 2009 den Artios-Filmpreis. Im selben Jahr war Emily Blunt als beste Nebendarstellerin bei den Satellite Awards nominiert. Im Jahr 2010 war sie bei den London Critics Circle Film Awards als beste britische Nebendarstellerin des Jahres für einen ALFS-Award nominiert, während Jason Spevack eine Nominierung bei den Young Artist Awards als bester Nachwuchsschauspieler erhielt.